# Karamyš
Il Karamyš (in russo Карамыш?) è un fiume della Russia europea meridionale, affluente di destra della Medvedica (bacino idrografico del Don). Scorre nel Žirnovskij rajon dell'Oblast' di Volgograd e nei rajon Krasnoarmejskij e Lysogorskij dell'Oblast' di Saratov.
Il fiume ha origine a ovest delle colline Sinjaja Gora; nel corso superiore è un piccolo corso d'acqua che d'estate si prosciuga, poi, alimentato dalle acque sotterranee e dagli affluenti, diventa un normale fiume di pianura; scorre in direzione dapprima nord-orientale, poi settentrionale e infine nord-occidentale formando una grande ansa rivolta a est. Sfocia nella Medvedica a 421 km dalla foce. Ha una lunghezza di 147 km; l'area del suo bacino è di 3 380 km².